# جاك رافتر
جاك رافتر (بالإنجليزية: Jack Rafter)‏ هو لاعب كرة قاعدة أمريكي، ولد في 20 فبراير 1875 في تروي في الولايات المتحدة، وتوفي بنفس المكان في 5 يناير 1943.

## وصلات خارجية
- جاك رافتر على موقعبيزبول رفرنس.كوم (الدوري الرئيسي) (الإنجليزية)
- جاك رافتر على موقعبيزبول رفرنس.كوم (الدوري الثانوي) (الإنجليزية)